# Condecoracions de la Unió Soviètica
Condecoracions de la Unió Soviètica són els ordes i condecoracions de l'antiga Unió Soviètica que reconeixien els mèrits i èxits personals, tant civils com militars. Tots ells van deixar d'atorgar-se el 8 de desembre de 1991, després de la dissolució de la Unió Soviètica.
Diverses d'aquestes condecoracions simplement van ser transformades a la Federació Russa, com la transició d'Heroi de la Unió Soviètica a Heroi de la Federació Russa

## Títols d'Heroi
- Heroi de la Unió Soviètica - Герой Советского Союза
- Heroi del Treball Socialista - Герой Социалистического Труда
- Orde de la Mare Heroïna - Мать-героиня

## Títols Honorífics

### Títols del Poble de l'URSS
- Arquitecte del Poble de l'URSS - Народный архитектор СССР
- Artista del Poble de l'URSS (arts escèniques) - Народный артист СССР
- Artista del Poble de l'URSS (arts plàstiques) - Народный художник СССР
- Mestre del Poble de l'URSS - Народный учитель СССР
- Metge del Poble de l'URSS - Народный врач СССР

### Títols Distingits
- Inventor de la Unió Soviètica
- Navegador Distingit de la Unió Soviètica
- Navegador Militar Distingit de la Unió Soviètica - Заслуженный военный штурман СССР
- Navegador de proves Distingit de la Unió Soviètica
- Pilot Distingit de la Unió Soviètica
- Pilot de Proves Distingit de la Unió Soviètica
- Pilot Militar Distingit de la Unió Soviètica - Заслуженный военный лётчик СССР

### D'altres
- Ciutadà Honorable de l'URSS - Почётный гражданин СССР
- Donant de sang honorífic de la Unió Soviètica - Почётный донор СССР
- Mestre Honorífic de l'Esport - Заслуженный мастер спорта
- Pilot Cosmonauta de la Unió Soviètica - Лётчик-космонавт СССР
- Premi Lenin - Ленинская премия
- Premi Lenin de la Pau entre els pobles - Международная Ленинская премия
- Premi Stalin - Сталинская премия
- Premi Estatal de l'URSS - Государственная премия СССР

## Ordes Militars
- Orde de la Victòria - Орден "Победа"
- Orde de la Bandera Roja - Орден Крaсного Знамени
- Orde de Suvórov - Орден Суворова
- Orde d'Uixakov - Орден Ушакова
- Orde de Kutuzov - Орден Кутузова
- Orde de Nàkhimov - Орден Нахимова
- Orde de Bogdan Khmelnitski - Орден Богдана Хмельницкого
- Orde d'Alexandre Nevski - Орден Александра Невского
- Orde de la Guerra Patriòtica - Орден Отечественной войны
- Orde de l'Estrella Roja - Орден "Красная Звезда"
- Orde del Servei a la Pàtria a les Forces Armades - Орден "За службу Родине в Вооружённых Силах СССР"
- Orde de Glòria - Орден Славы

## Ordes Civils i Militars
- Orde de Lenin - Орден Ленина
- Orde de l'Amistat dels Pobles - Орден Дружбы народов

## Ordes Civils
- Orde de la Revolució d'Octubre - Орден Октябрьской Революции
- Orde de la Bandera Roja del Treball - Орден Трудового Красного Знамени
- Orde de la Insígnia d'Honor – Орден "Знак Почета"
- Orde de la Glòria Laboral - Орден Трудовой Славы
- N/A - Orde de la Glòria Maternal - Орден "Материнская слава"
- Orde d'Honor - Орден "Почета"
- Orde del Valor Personal - Орден "За личное мужество"

## Medalles Militars

### General
- Medalla al Valor - Медаль "За отвагу"
- Medalla d'Uixakov - Медаль Ушакова
- Medalla pel Servei de Combat - Медаль "За боевые заслуги"
- Medalla de Nàkhimov - Медаль Нахимова
- Medalla dels Partisans – Медаль «Партизану Отечественной войны»
- Medalla al Servei Distingit en la Vigilància de les Fronteres de l'Estat - Медаль "За отличие в охране государственной границы СССР"
- Medalla pel Servei Militar Distingit – За отличие в воинской службе
- Medalla per la Distinció en la Protecció de l'Ordre Públic - Медаль "За отличную службу по охране общественного порядка"
- Medalla dels Veterans de les Forces Armades Soviètiques
- Medalla per Enfortir la Fraternitat en Armes - Медаль "За укрепление боевого содружества"

Medalles pel Llarg Servei
- Medalla pels 10 anys de Servei Militar - За 10 лет безупречной службы
- Medalla pels 15 anys de Servei Militar - За 15 лет безупречной службы.
- Medalla pels 20 anys de Servei Militar - За 20 лет безупречной службы

### Medalles de Campanya

#### Medalles de les Campanyes Defensives de la Gran Guerra Patriòtica
- Medalla de la defensa de Leningrad - За оборону Ленинграда
- Medalla de la defensa de Moscou - За оборону Москвы
- Medalla de la defensa d'Odessa - За оборону Одессы
- Medalla de la defensa de Sebastòpol - За оборону Севастополя
- Medalla de la defensa de Stalingrad - За оборону Сталинграда
- Medalla de la defensa de Kíev - За оборону Киева
- Medalla de la defensa del Caucas - За оборону Кавказа
- Medalla de la defensa de la Regió Àrtica Soviètica - За оборону Советского Заполярья

#### Medalles de les Campanyes Ofensives de la Gran Guerra Patriòtica
- Medalla de la victòria sobre Alemanya en la Gran Guerra Patriòtica 1941-1945 - За Победу над Германией в Великой Отечественной войне 1941-1945 гг.
- Medalla per la victòria sobre el Japó - За победу над Японией
- Medalla per la Conquesta de Budapest - За взятие Будапешта
- Medalla per la Conquesta de Königsberg - За взятие Кенигсберга
- Medalla per la Conquesta de Viena - За взятие Вены
- Medalla per la Conquesta de Berlín - За взятие Берлина
- Medalla per l'Alliberament de Belgrad - За освобождение Белграда
- Medalla per l'Alliberament de Varsòvia - За освобождение Варшавы
- Medalla per l'Alliberament de Praga - За освобождение Праги

#### D'altres campanyes
- Medalla de l'Agraït Poble Afganès - От благодарного афганского народа.
- Medalla del Guerrer Internacional
- Medalla del 35è Aniversari del Comandament Soviètic del Sud

## Medalles Civils
- Medalla dels Treballadors Distingits - За трудовую доблесть.
- Medalla de la Distinció Laboral - За трудовое отличие
- Medalla pel manteniment de l'ordre públic - Медаль "За отличную службу по охране общественного порядка".
- Medalla per la valentia durant un incendi - Медаль "За отвагу на пожаре"
- Medalla pel rescat dels caiguts - За спасение утопающих
- Medalla per la Tasca Meritòria durant la Gran Guerra Patriòtica de 1941-1945 - Медаль «За доблестный труд в Великой Отечественной войне 1941—1945 гг.»
- Medalla dels Treballadors Veterans - Ветеран труда
- Medalla pels Èxits en l'Economia Nacional de la Unió Soviètica – За успехи в народном хозяйстве СССР
- Medalla pels Èxits en la Indústria i l'Agricultura de la Unió Soviètica
- Medalla pels Èxits en les Arts Soviètiques
- Medalla d'Or Lomonóssov - Большая золотая медаль имени М. В. Ломоносова

### Campanyes de Desenvolupament i Restauració
- Medalla per la Restauració de la Indústria Metal·lúrgica - За восстановление предприятий черной металлургии юга
- Medalla per la Restauració de les Mines de Carbó de Donbass - За восстановление угольных шахт Донбасса
- Medalla pel Desenvolupament de les Terres Verges - За освоение целинных земель
- Medalla per la Construcció del Tren Baikal-Amur - За строительство Байкало-Амурской магистрали
- Medalla pel Desenvolupament de les Terres No-Negres
- Medalla del Desenvolupament dels Complexos Petroquímics de la Sibèria Occidental
- Insígnia de la Neteja de Txernòbil

### Medalles a la Maternitat
- Medalla a la Maternitat

## Medalles Commemoratives

### Aniversaris de la Creació de les Forces Armades Soviètiques
- Medalla del 20è Aniversari de l'Exèrcit Roig - Юбилейная медаль "ХХ лет Рабоче-Крестьянской Красной Армии"
- Medalla del 30è Aniversari de l'Exèrcit i l'Armada Soviètics - Юбилейная медаль "XXX лет Советской Армии и Флота"
- Medalla del 40è Aniversari de les Forces Armades Soviètiques - Юбилейная медаль "40 лет Вооруженных Сил СССР"
- Medalla del 50è Aniversari de les Forces Armades Soviètiques - Юбилейная медаль "50 лет Вооруженных Сил СССР"
- Medalla del 60è Aniversari de les Forces Armades Soviètiques - Юбилейная медаль "60 лет Вооруженных Сил СССР"
- Medalla del 70è Aniversari de les Forces Armades Soviètiques - Юбилейная медаль "70 лет Вооруженных Сил СССР"

### Medalles Commemoratives de la Victòria en la Gran Guerra Patriòtica
- Medalla del 20è Aniversari de la Victòria en la Gran Guerra Patriòtica - 20 лет Победы в Великой Отечественной войне
- Medalla del 30è Aniversari de la Victòria en la Gran Guerra Patriòtica - 30 лет Победы в Великой Отечественной войне
- Medalla del 40è Aniversari de la Victòria en la Gran Guerra Patriòtica - 40 лет Победы в Великой Отечественной войне

### Altres Medalles Commemoratives
- Medalla del Centenari de Lenin - 100 лет со дня рождения В.И. Ленина
- Medalla del 50è Aniversari de la Milícia Soviètica - Юбилейная медаль "50 лет советской милиции"
- Medalla del 800è Aniversari de Moscou - Медаль "В память 800-летия Москвы"
- Medalla del 250è Aniversari de Leningrad - Медаль "В память 250-летия Ленинграда"
- Medalla del 1500è Aniversari de Kíev - Медаль "В память 1500-летия Киева"
- Medalla del 50è Aniversari de la República Socialista Soviètica d'Armènia